# Хантингдоншир
Хантингдоншир (англ. Huntingdonshire) — неметрополитенский район (англ. Non-metropolitan district) в графстве Кембриджшир (Англия). Административный центр — город Хантингдон. Бывшее графство в составе Англии.

## География
Район расположен в западной части графства Кембриджшир, граничит с графствами Бедфордшир и Нортгемптоншир.

## История
Графство Хантингдоншир было создано в 1889 году и упразднено в связи с реформой административного деления в 1965 году, когда оно вошло в состав графства Хантингдон и Питерборо. В 1974 году Хантингдоншир вошёл в состав нового графства Кембриджшир как район Хантингдон, который в 1984 году был переименован в Хантингдоншир.
На протяжении 1990-х годов велась общественная кампания за восстановление административной самостоятельности Хантингдоншира, не увенчавшаяся успехом. В 2002 году сторонники такой самостоятельности учредили День Хантингдоншира — 25 апреля, приурочив его ко дню рождения Оливера Кромвеля, родившегося в Хантингдоне.

## Состав
В состав района входит 5 городов
- Годманчестер (англ.)
- Рамси (англ.)
- Сейнт-Айвз (англ.)
- Сент-Нитс
- Хантингдон

и 76 общин (англ. Civil parish).